# Пук Оверслот
Пук Оверслот (нід. Puck Oversloot, 22 травня 1914 — 7 січня 2009) — нідерландська плавчиня.
Срібна медалістка Олімпійських Ігор 1932 року.
Призерка Чемпіонату Європи з водних видів спорту 1934 року.